# Herolind Shala
Herolind Shala,  född 1 februari 1992 i Porsgrunn i Norge, är en norsk-kosovansk fotbollsspelare (mittfältare) som spelar för BB Erzurumspor.